# Inga multinervis
Inga multinervis är en ärtväxtart som beskrevs av Terence Dale Pennington. Inga multinervis ingår i släktet Inga och familjen ärtväxter. IUCN kategoriserar arten globalt som livskraftig. Inga underarter finns listade i Catalogue of Life.